# Aliança Obrera
Motivades per la victòria indesitjada de les dretes reaccionàries a les eleccions espanyoles del 1933, les organitzacions obreristes catalanes van fundar l'Aliança Obrera com un acord d'acció revolucionària. La iniciativa va sorgir del Bloc Obrer i Camperol, i se li uniren el PSOE, la UGT, la Unió Socialista de Catalunya, l'Esquerra Comunista i la Unió de Rabassaires (tot i que aquesta última se'n separà més tard). En canvi tant la CNT com el PCE no van voler entrar-hi i van denigrar-la, els primers per ser massa rígida, fidels al seu anarquisme, i els segons per ser una unió massa heterodoxa, segons el seu esquema dogmàtic.
Es va estendre a tot el territori de la República, consolidant-se el 1934 i adquirint especial força a Astúries on, malgrat el rebuig inicial, s'hi adherí la federació regional de la CNT; i el setembre era el Partit Comunista qui també feia marxa enrere i decidia participar-hi també. L'Aliança fou el motor de la revolució d'Astúries de l'octubre del 1934, on hi formulà un programa reivindicatiu basat en les nacionalitzacions, dissolució dels ordes religiosos, de l'exèrcit i de la guàrdia civil. Però fracassà en els fets del sis d'octubre a Catalunya, ja que la CNT en restà al marge.